# Renea moutonii
Renea moutonii is een slakkensoort uit de familie van de Aciculidae. De wetenschappelijke naam van de soort is voor het eerst geldig gepubliceerd in 1849 door Dupuy.